# 真夜中の警視
『真夜中の警視』（まよなかのけいし）は、1973年4月3日から同年5月15日まで関西テレビ・C.A.Lの制作により、関西テレビ・フジテレビ系列で放送されていたテレビドラマ。放送時間は毎週火曜日22:00〜22:55。

## 概要
主人公・西条五郎は元警官で、警察を辞めた後は東京・新宿で有線放送「山手第二有線放送」を経営し、金銭面、精神面ではちょっと自由人のような暮らしをしているが、時には“事件屋”として金のためにどんな依頼も引き受け、またある時には自分の意思で動き、殺人・麻薬・女体密輸など様々な事件に向き合い、その中の悪や日常の中にある矛盾に対決し、独自で解決していく。そんな西条は過去に悪事を働いた連中からは「真夜中の警視」と呼ばれ恐れられている。
劇中には当時の世相、風俗などをふんだんに取り入れ、登場人物にはドライな考えの者を多く出し、これを反面として無味乾燥と言われた当時の社会への風刺としていたという。

## キャスト
- 西条五郎：原田芳雄
- 新庄ミキ：中野良子 - ルポライター。
- 花田孝：門岳五郎
- 松木源次：菅貫太郎 - 暴力団・松木組組長。
- 榊警部補：菅野忠彦
- 予告編ナレーション：岸田森

## スタッフ
- プロデューサー：加藤哲夫　ほか
- 脚本：放映リスト参照
- 監督：放映リスト参照
- 制作：C.A.L.、関西テレビ

## 主題歌
- A・ケーシー『真夜中は青いバラ』
  - 挿入歌：A・ケーシー『嘘の中のほんと』

## 放映リスト
| 話数 | 放送日        | サブタイトル               | 脚本       | 監督       | ゲスト                                                                   |
| ---- | ------------- | -------------------------- | ---------- | ---------- | ------------------------------------------------------------------------ |
| 1    | 1973年4月3日  | ダイヤモンドは豚の餌に     | 橋本忍     | 小野田嘉幹 | 吉野佳子、園まり、工藤明子                                               |
| 2    | 1973年4月10日 | 美女と鯰と暴力と           | 新藤兼人   | 松尾昭典   | 山城鉄矢：清水綋治、船宿の親父：藤岡重慶、緑魔子、三津田健、萩生田千津子 |
| 3    | 1973年4月17日 | 史上最低のビッグ・レース   | 池田一朗   | 長谷部安春 | 太地喜和子、片桐夕子、山上伸：松崎信                                     |
| 4    | 1973年4月24日 | 群衆の中の孤独な男         |            | 小野田嘉幹 | 吉村文太：ハナ肇、バーのマダム愛子：新橋耐子、大津組組長：森塚敏         |
| 5    | 1973年5月1日  | 俺に会いたきゃ口笛を吹きな | 石森史郎   | 長谷部安春 | 水谷：長谷川明男、英子：八木昌子                                         |
| 6    | 1973年5月8日  | 赤ちゃんの言い分           |            | 井上昭     | ますみ：加賀まりこ、岡田平吉：今井健二、川岸：住吉正博                   |
| 7    | 1973年5月15日 | スラムの英雄日記           | 白坂依志夫 | 長谷部安春 | 庄司永建、森下哲夫、服部妙子                                             |